# Soyouz TMA-7
 (octobre 2021).
Si vous disposez d'ouvrages ou d'articles de référence ou si vous connaissez des sites web de qualité traitant du thème abordé ici, merci de compléter l'article en donnant les références utiles à sa vérifiabilité et en les liant à la section « Notes et références ».
Soyouz TMA-7 est une mission spatiale russe lancée en octobre 2005.

## Équipage
- Décollage : 
  - William Mc Arthur - USA ;
  - Valery Tokarev - Russie ;
  - Gregory Olsen - Touriste (USA) ;

- Atterrissage :
  - William Mc Arthur ;
  - Valery Tokarev ;
  - Marcos Pontes - Brésil[1].